# بلریو (میسوری)
بلریو (به انگلیسی: Bellerive) یک روستا (ایالات متحده آمریکا) در ایالات متحده آمریکا است که در شهرستان سنت لوئیس، میزوری واقع شده‌است.
 بلریو ۰٫۸۵ کیلومتر مربع مساحت و ۱۸۸ نفر جمعیت دارد و ۱۹۱ متر بالاتر از سطح دریا واقع شده‌است.